# Heminformatika
Heminformatika (isto poznata kao hemoinformatika i hemijska informatika je upotreba kompjutera i informacionih tehnika na probleme u oblasti hemije. Te in siliko tehnike se koriste u farmaceutskim kompanijama u procesu otkrivanja lekova. Ti metodi isto tako nalaze primenu u razvoju lekova (na primer u formulaciji tableta), kao i u mnogim drugim hemijskim i srodnim industrijskim oblastima.

## Istorija
Termin Hemoinformatika je definisao F.K. Braun 1998. godine.

Hemoinformatika je kombinovanje informacionih resursa koja pretvara podatke u informaciju, i informaciju u znanje, sa namerom donošenja boljih odluka brže u oblastima identifikacije i optimizacije vodećih jedinjenja.

Od toga vremena, oba pravopisna oblika su bila u upotrebi. Dok je termin heminformatika prilično ustaljen, Evropska Akademija je izabrala 2006. godine termin hemoinformatika. Skorašnje uspostavljanje heminformatičkog žurnala (engl. Journal of Cheminformatics) daje jak podsticaj kraćoj varijanti termina.

## Osnove
Heminformatika kombinuje naučna polja hemije i računarstva, na primer u oblastima hemijske teorije grafova i pretraživanja hemijskog prostora. Pretpostavlja se da hemijski prostor sadrži najmanje 1060 molekula.

## Primena

### Skladištenje i pronalaženje
Primarna oblast primene heminformatike je skladištenje i pronalaženje informacije o jedinjenjima. Efikasna pretraga takve uskladištene informacije se bazira na teoretskim fondacijama računarstva, kao što su istraživanje podataka i mašinsko učenje. Druge značajne oblasti su:
- Nestrukturirani podaci
- Strukturno istraživanje podataka i istraživanje Strukturiranih podataka
  - Istraživanje baza podataka
  - Istraživanje grafova
  - Molekulsko istraživanje
  - Istraživanje sekvenci
  - Istraživanje stabala (račvastih struktura)

#### Fajl formati
In siliko reprezentacija hemijskih struktura koristi specijalizovane formate kao što su XML-bazirani Jezik hemijskih oznaka (engl. Chemical Markup Language) i SMILES (engl. Simplified molecular input line entry specification – specifikacija za pojednostavljeni molekulski linijski unos). Ove reprezentacije se često koriste u velikim hemijskim bazama podataka. Dok su neki formati podesni za vizuelnu reprezentaciju u dve i tre dimenzije, drugi su podesniji za studiranje fizičkih interakcija, modelovanje i molekularno pristajanje (engl. molecular docking).

### Virtualne biblioteke
Hemijski podaci se mogu odnositi na realne ili virtualne molekule. Virtualne biblioteke jedinjenja se mogu generisati na različite načine da bi se istražio hemijski prostor i razvile hipoteze o novim jedinjenjima sa željenim osobinama.
Postoje virtualne biblioteke mnogih klasa jedinjenja (lekova, prirodni proizvoda, sintetičkih produkata orijentisanih ka raznovrsnosti). Te biblioteke se mogu formirati koristeći širok spektar metoda. Jedan of njih je fragment optimizovani rast. Ovaj metod koristi heminformatska sredstva da trenira tranzicione verovatnoće Markovog lanca za autentične klase jedinjenja, i onda koristi Markov lanac da formira nova jedinjenja

## Literatura
1. ↑  F.K. Brown (1998). „Chapter 35. Chemoinformatics: What is it and How does it Impact Drug Discovery”. Annual Reports in Med. Chem. 33: 375. doi:10.1016/S0065-7743(08)61100-8.
2. ↑  Brown, Frank (2005). „Editorial Opinion: Chemoinformatics – a ten year update”. Current Opinion in Drug Discovery & Development. 8 (3): 296—302.
3. ↑  „Cheminformatics or Chemoinformatics ?”. Архивирано из оригинала 21. 06. 2017. г. Приступљено 08. 03. 2010.
4. ↑  „Obernai Declaration” (PDF). Архивирано из оригинала (PDF) 03. 03. 2016. г. Приступљено 08. 03. 2010.
5. ↑  Gasteiger J.(Editor), Engel T.(Editor): Chemoinformatics : A Textbook. John Wiley & Sons, 2004,  3-527-30681-1
6. ↑  A.R. Leach, V.J. Gillet: An Introduction to Chemoinformatics. Springer, 2003,  1-4020-1347-7
7. ↑  Kutchukian, Peter; Lou, David; Shakhnovich, Eugene (2009). „FOG: Fragment Optimized Growth Algorithm for the de Novo Generation of Molecules occupying Druglike Chemical”. Journal of Chemical Information and Modeling. 49: 1630—1642.

## Spoljašnje veze
- OEChem Heminformatski Programski Alat
- Plavi Obelisk Inicijativa
- Архивирано на веб-сајту  (3. јануар 2020)
- Heminformatika na univerzitetu Indijane
- Indijana heminformatički obrazovni portal
- Heminformatika na –{Rensselaer Polytechnic}- institutu Архивирано на веб-сајту  (8. април 2022)
- Svestrana heminformatska lista i kolekcija datoteka
- Heminformatski rečnik
- Heminformatska inicijativa na NCL Pune, Indija
- Heminformatski citati
- Heminformatsko i QSAR udruženje
- UK-QSAR i heminformatska grupa
- Obrazovanje i istraživanje na university Hamburga
- Heminformatsko istraživanje u Unilever centru za molekulsku informatiku, Kembridž, UK
- Heminformatsko istraživanje u NovaMechanics Kipar
- Veb link - Heminformatika Архивирано на веб-сајту  (28. август 2023)